# Cosacos del Jopior

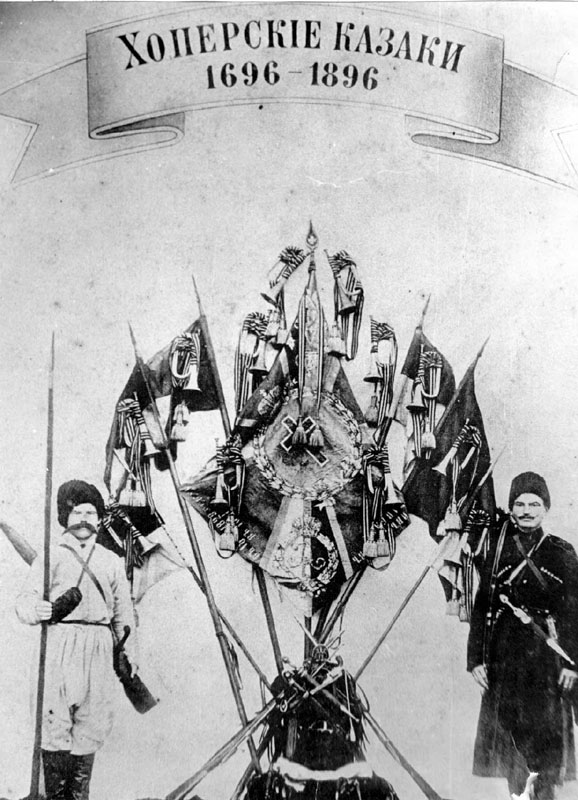
Cosacos del Jopior.

Los cosacos del Jopior (en ruso: Хопёрские казаки, a veces vérjovskoye o chigui) son los cosacos del regimiento cosaco del Jopior (Хопёрского казачьего войска, JKV) y sus descendientes que habitaban la cuenca del río Jopior.

## Historia

### Predecesores
En la Edad Media, la población local de la cuenca del Jopior estaba formada principalmente por bródnici. En el tratado geográfico persa del siglo X Gudud al-Alem, los vagabundos locales se llaman bradas. Los zigos y los mishar, separados de los magiares en tiempos de Álmos vivieron por mucho tiempo en las cercanías de los bródnici. 

### Bajo el nombre de Cherliovni Yar
Las primeras fuentes escritas sobre los cosacos de Jopior, donde aparece la palabra kazak ("cosaco"), se remontan a los tiempos de la Horda de Oro, cuando las actas del Principado de Moscú mencionan a los eslavos ortodoxos de las diócesis de Sarái y el Podonie que vivían en Chervlioni Yar: “a lo largo del GranVorona cerca de Jopior, hasta Don en guardia" - "un pueblo eslavo, un rango militar cristiano, vivo, llamado cosacos". En la llamada Lista I de la Crónica de Nóvgorod (siglo XIV) menciona la ciudad de Uriúpesk, “en el Alto Don”. Se trataba de la ciudad de Uriúpinsk (stanitsa Uriúpinskaya) en Jopior. En la crónica Lista de ciudades del Rus, Cercanas y Lejanas, Uriúpesk aparece como una fortaleza fronteriza del Gran Principado de Riazán. Quizás los cosacos de Jopior eran en ese momento vasallos de los príncipes de Riazán. A mediados del siglo XIV, surgió una disputa entre los obispos de Sarái y Riazán sobre a quién estaban subordinados los cristianos de Chervlioni Yar en términos administrativos eclesiásticos. En esta ocasión, el metropolitano Theognost envió una carta a Chervliony Yar en 1353, año de su muerte, que comenzaba con las palabras:

Bendición de Theognost, metropolitano de toda Rusia, a mis hijos, al baskak, al centurión y al sacerdote y a todos los cristianos de Chervliony Yar y a toda la ciudad del Gran Vorona.

En 1354, el margen izquierdo del Alto Don quedó bajo la jurisdicción del obispo de Riazán, y ya en los estatutos de San Alejo, metropolitano de toda Rusia, en 1360, se envió una bendición.

a todos los cristianos ubicados en Chervlioni Yar y a lo largo del Jopior y el Don.

Hay motivos para creer que el Chervlioni Yar de aquellos tiempos era un estado cosaco no soberano (vasallo del principado de Riazán o de la Horda de Oro), ya que tenía un sistema de aldeas y guardias, y también tenía su propio nombre estable, gestión. sistema y organización militar. Con la caída del yugo mongol-tártaro y el fortalecimiento de Moscú a expensas de Riazán, aumentó la influencia de los grandes duques de Moscú en Jopior.

### Siglo XVII

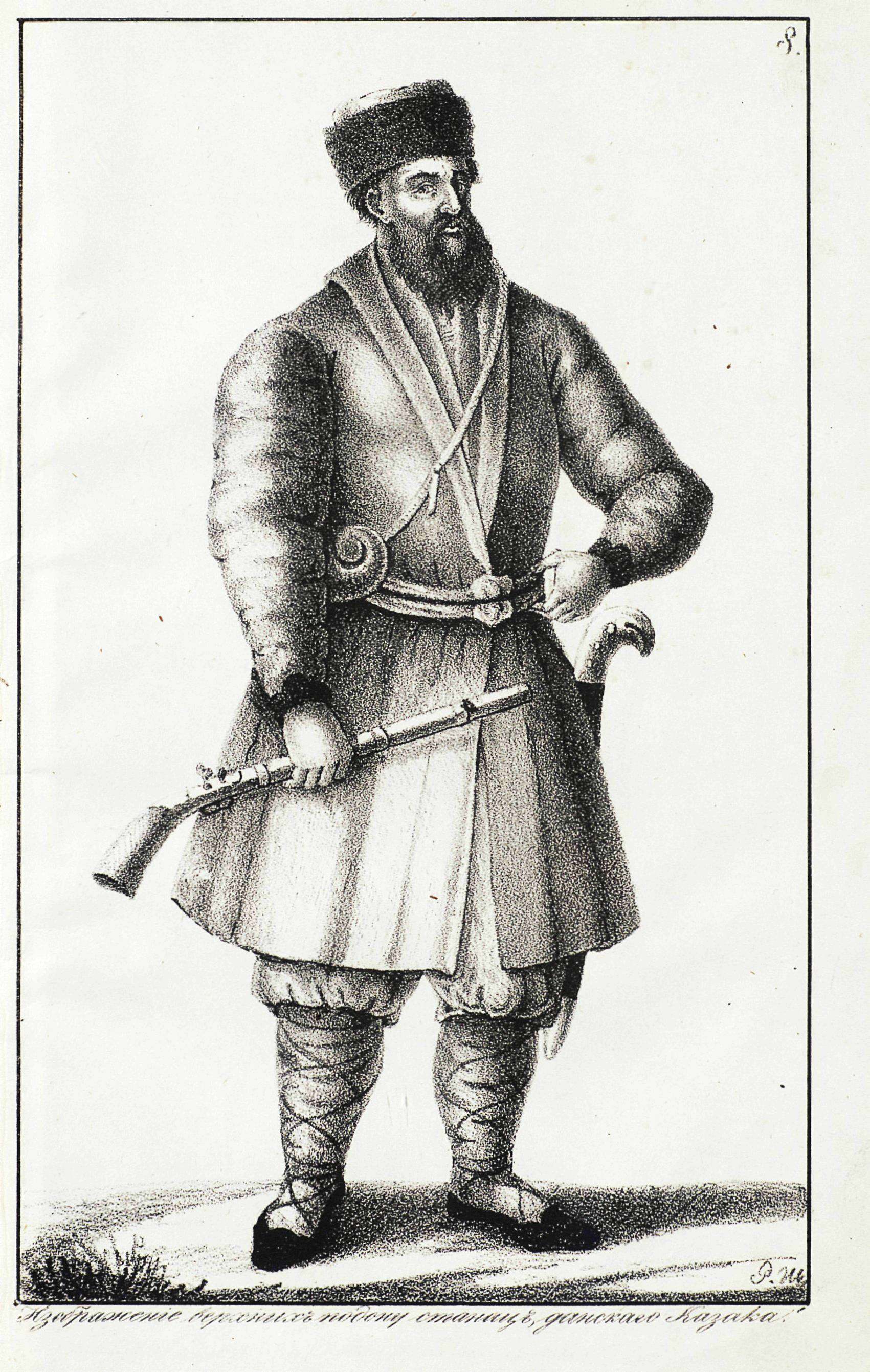
Cosaco verjovskoye.

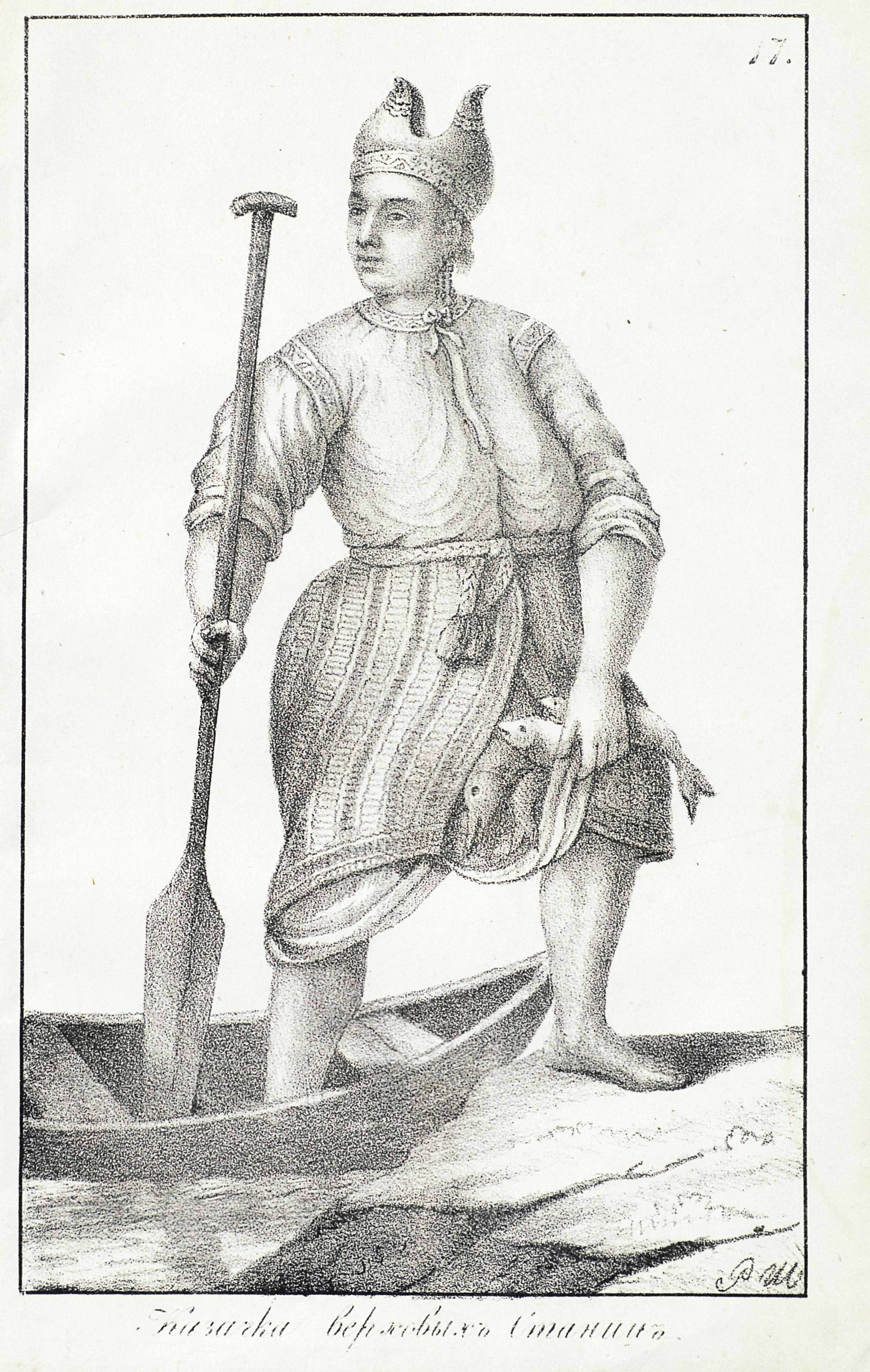
Cosaca verjovskoye.

Se desconoce la fecha exacta de la anexión del ejército cosaco de Jopior (Chervliovni Yar) al ejército cosaco del Don. A principios del siglo XVII, se hizo famoso el atamán de Jopior Grigori Chorni, que en un momento fue aliado de Iván Zarutski.

En 1614... dos mensajeros cosacos del Don de rango inferior, que viajaban con una carta a Moscú por el camino de Orda-Bazar, por alguna razón eligieron cruzar el Jopior no en el lugar habitual frente al tramo de Chervlioni Yar, sino más arriba, cerca la desembocadura del Karachán. A pesar de esta precaución, fueron atacados, pero lograron repelerlos.

Escribe el historiador A. A. Shennikov. Como cree Shennikov,

Después de 1612, un grupo de cosacos liderados por Grigori Chorni tenía una yurta en el Jopior, mucho más alto que la desembocadura del Vorona, cerca de la actual ciudad de Balashov.

Según V.I. Grabenko, el pueblo de Bolshói Karái es un antiguo asentamiento de los cosacos de Jopior, fundado por los cosacos de Grigori Chorni.
En 1635, los tártaros, unas 300 personas o más, llegaron al río Vorona, permanecieron mucho tiempo y no aceptaron la batalla y se adentraron en la estepa. Y los atamanes de Tambov, los cosacos y otros militares los alcanzaron. Con toda probabilidad, los atamanes y cosacos de Tambov, que fue fundada en 1636, eran en parte cosacos de Jopior.
En 1650, los cosacos de Jopior intentaron separarse del ejército del Don y fundaron su propia ciudad fortificada de Riga, que luego fue destruida por veredicto del ejército principal. A mediados del siglo XVII, los cosacos de Jopior fundaron las localidades de Beliayevski, Grigórievsky y Pristanski.
En Pristanski había un astillero. Además, esta ciudad era un importante punto comercial en el llamado “camino de Orda-bazar”, que conectaba Moscú (a través de Riazán y Kasímov) con Astracán, que comenzó a ser conocido como "ruta del Jopior" o "camino de Astracán" desde el siglo XVIII. La ciudad de Pristanski estaba situada a orillas del Jopior, al sur de la colina en la que ahora se ubica el centro histórico de la ciudad de Novojopiorsk, en la desembocadura del barranco de Mamayev, al pie de la montaña Kazachéi.

### La epopeya de Razin
En 1669, el atamán Razin en campaña visitó personalmentela región del Jopior. Lo consideró como un posible trampolín estratégico para la liberación de las antiguas yurtas del ejército cosaco del Volga (VKV), capturadas en el siglo XVI por los guardias de Iván el Terrible. En noviembre-diciembre de 1670 el atamán Nikífor Chertok, el tío de Stepán Razin y originario de Vorónezh, estuvo con su destacamento en Pristanski. A finales del otoño de 1670, Chertok con cuatrocientos cosacos, rodeando Tambov, fue a la ciudad de Kozlov (ahora Michúrinsk). Aquí el destacamento creció gracias a la incorporación de entre 3 y 4 mil campesinos locales. Los discursos interrogativos del atamán del ejército de Razin, V. Fedorov, que fue capturado por el gobernador zarista Konstantín Shcherbátov, contienen información sobre un número aún mayor de rebeldes. Así, Fedorov afirmó que Nikifor Chertok venía “del Don... con 4.000 cosacos y 9.000 calmucos”. Los datos sobre el número de rebeldes citados por V. Fedorov no se encuentran en ninguna otra fuente y son prbablemente exagerados para sembrar el pánico en el campo enemigo. Sin embargo, el número de rebeldes, aparentemente, fue bastante significativo, ya que pudieron infligir graves derrotas a las tropas de los gobernadores Iván Buturlín y Stepán Jrushchov. El 17 de noviembre de 1670, en el área de Kozlov, cerca de la ciudad de Chelnavski, el gobernador de Kozlov Stepán Jrushchov inició el combate contra las tropas Chertok. Se conserva una carta de Jruschov al gobernador de Tambov, el boyardo de la Duma Yákov Jitrovo, en Shatsk, sobre su batalla con los rebeldes:

Stepán Jruschov golpea a Yakov Timofeevich en la frente. En este año, señor, en el año 179 [1670], el 17 de noviembre, cerca de Chelnavski, detrás del río Chelnava, con los ladrones cosacos y la ciudad de Tambov y la región de Tambov y la prisión de Lysogorski, los traidores. Tuve, señor, una batalla desde el mediodía hasta el comienzo de la noche Y en esa batalla, los traidores ladrones cosacos recuperaron 2 cañones. Sí, en la misma batalla, los kozlovitas, militares, se llevaron a dos hombres de la región de Tambov de la aldea de Vijliaika y de la aldea cosaca de Lysogorski. Y durante el interrogatorio, señor, dijeron esos cosacos delante de mí. - Los ladrones cosacos y traidores reunidos en el asentamiento de Lysogorsky con los residentes de Lysagorsk son miles de 2 y más, y cerca de Tambov unos 10 mil, se dirigen, señor, a Tambov y esperan que los cosacos daneses del Jopior y del Don los ayuden. Y durante los ataques, señor, en Tambov, los cosacos ladrones y traidores en la prisión quemaron 2 torres y 3 husillos de islas, y en la prisión, el patio del secretario, las casas de Altujov, y quemaron toda la fila. Y habiendo tomado, señor, Tambov, esos cosacos ladrones y traidores de Tambov quieren venir a atacar a Kozlov y las demás ciudades soberanas. Y usted, señor, conocería esta noticia. Y con esta respuesta les envié especialmente a los habitantes de Kozlov, Govril Chornava, Isaiah Kuropov y al aldeano Yakushk Kuznetsov en la misma fecha.

En 1675, el centro de los Viejos Creyentes en el Buzuluk, afluente del Jopior, se hizo famoso en todo el sur de Rusia. Los servicios divinos aquí se llevaron a cabo de acuerdo con libros que seguían la traducción de Cirilo y Metodio, se compilaron y reescribieron obras que denunciaban la herejía nikoniana y glorificaban a los nuevos mártires. El gobernador de Tambov, Narishkin, informó a una de las órdenes de Moscú:

Varios militares, arqueros y cosacos que se encontraban en las fortalezas de Tambov, comenzaron a partir hacia Jopior y Medveditsa.

### Asuntos de Azov
Un destacamento de cosacos de Jopior como parte del ejército ruso, bajo el mando general del general Patrick Gordon, participó en el asedio de Azov en 1695, una antigua fortaleza cosaca que había estado durante mucho tiempo en manos turcas. Durante esta campaña no fue posible tomar Azov.
No obstante, al año siguiente, en las tropas del gobernador Alekséi Shein, los cosacos de Jopior, junto con los del Don, con un ataque repentino de un destacamento de 2.000 hombres con extraordinaria audacia y coraje lograron el 17 (27) de julio de 1696, no solo capturar dos bastiones artillados de Azov, sino mantenerlos. La captura de los principales bastiones por parte de los cosacos decidió su destino. El 19 (29) de julio de 1696, Azov fue capturado. Ese día sería reconocido oficialmente como fecha de nacimiento del regimiento de cosacos del Jopior de los cosacos de Kubán.
En 1698-1699, bajo el liderazgo del príncipe Borís Golytsin, el príncipe Fiódor Romodánovski y el stolnik I. Bolshói-Dashkov, en el astillero de la ciudad de Pristanski, con la participación de los constructores navales de Jopior, se construyeron y botaron tres buques de guerra: Bezboyazn, Blagoye nachalo y Soyedineniye.
En aquellos años, los cosacos del Jopior se dedicaban a la construcción naval, la pesca, la caza, la apicultura y, por supuesto, la cría de caballos, y también (lo que no era típico de los cosacos del Don) "sembraron tierras cultivables". Además, según el testimonio del vicealmirante Cornelius Cruys, los cosacos y comerciantes conducían ganado desde Jopior para venderlo a Moscú.

### La epopeya de Bulavin
En 1707, los cosacos de Jopior, viejos creyentes, en su mayor parte, apoyaron activamente el movimiento de liberación de Kondrati Bulavin, luchando ahora no en alianza con Pedro I (como en 1695-96), sino contra él. Como escribió el atamán Bulavin en uno de sus llamamientos, "¡toda la tierra del Don se levantó: ¡desde Pristanski hasta Cherkas”!

En Pristanskoye - al pueblo, como en Prestolny,
El rugido de la multitud, el ruido metálico de las armas...
Insultados, rebeldes, libres,
El Don convoca a sus hijos al Círculo.
El Jopior envía desde cada uno de los pueblos,
Envía a Osa y Buzuluk
Las personas mejor elegidas del Círculo.
Las cuerdas se extienden a lo largo de los caminos...
Nikolái Borobiov.

En el momento del levantamiento, había 27 asentamientos a lo largo del Jopior y 16 a lo largo del Buzuluk. Reprimiendo el levantamiento, Pedro I ordenó quemar los asentamientos cosacos del Jopior, incluidas Pristanski, Beliayevski y Grigorievski. Los habitantes fueron en parte asesinados y en parte deportados. Como escribió el historiador del Kubán Prokopi Korolenko, las ciudades fueron exterminadas sin piedad por las tropas punitivas del príncipe Vasili Dolgorúkov, tras lo cual la región de Jopior se convirtió en un completo desierto. El voivoda Apraksin arrasó el Buzuluk, destruyendo las ciudades de Kazarin, Kardailinski, Visotski, Darinski, Chernovskói y Osinov.
Pero pronto, sin embargo, nuevamente por orden del zar y de acuerdo con su plan, se crearon puntos fortificados en las ruinas cosacas, en la tierra de Jopior, oficialmente arrebatada a la hueste cosaca del Don. En 1698 se fundó la ciudad de Borisoglebsk, a orillas del Gran Vorona, cerca de su confluencia con el Jopior. En 1710, sobre las cenizas de la ciudad de Pristanski, se fundó la fortaleza de tierra de Nóvaya Jopiórskaya, con un astillero adjunto. Se inició la construcción de barcos para la primera flotilla de Azov. La fortaleza fue fundada en una alta colina costera según un plano elaborado por Pedro I. El plano de la fortaleza fue enviado al gobernador de Azov, el almirante conde Apraksin, y éste confió la construcción de la fortaleza al vicegobernador de Vorónezh, Stepán Kolichov. En los muros este y sur de la fortaleza había puertas de paso, desde donde divergían los caminos hacia el río, a lo largo de la meseta, alrededor de la fortaleza. 1710 comenzó a ser considerado en la historiografía oficial como el año de la fundación de Novojopiorsk. En 1717, comenzó la formación de la guarnición de Novojopiorsk, que incluía a 94 familias de "cazadores" de entre las antiguas familias de Jopior y 125 familias de Cherkasy, principalmente de los regimientos de sloboda: Járkov, Sumy, Ostrogozhsk y otros. En el mismo año 1717, “una carta bendita y un antimension para la Iglesia en nombre de la Intercesión de la Santísima Theotokos fueron enviadas desde Moscú al pueblo de Uriúpinskaya”.
En 1724, Pedro I, para establecerse rápidamente y apoyar a Novojopiorsk, se vio obligado a aceptar una "amnistía silenciosa" para los cosacos de Jopiorsk. En la Colección Completa de Leyes del Imperio Ruso hay un artículo fechado el 2 de junio de 1724 que dice:

Los cosacos que ahora viven en la fortaleza de Novojopiorsk, son nativos de la provincia de Tambov de diferentes ciudades y sirvieron en el servicio de la ciudad, y en los años anteriores, antes de las campañas de Azov, fueron a las ciudades cosacas del Don, y con los cosacos del Don fueron en una campaña cerca de Azov y en varias batallas suecas, y en 1717 fueron liberados del servicio y se les ordenó vivir en casas hasta el decreto, y esas casas fueron destruidas por el ladrón Bulavin y ahora viven en esa fortaleza y sirven como jinetes.

El regimiento ecuestre cosaco del Jopior se formó a partir de los amnistiados. Por lo tanto, los cosacos de Jopior ya no era considerado un "pueblo reprimido". Los pueblos del Jopior Alfiórovka, Grádskaya, Krásnaya y Pijovka también aparecen en fuentes del siglo XVIII, así como los pueblos del regimiento cosaco de slobodá.

### Regimiento cosaco del Jopior
En el otoño de 1772 un grupo de cosacos del Jopior (procedentes de Novojopiorsk) llegó a San Petersburgo liderado por Piotr Podtsvirov. En el Colegio Militar presentaron una demanda al Alto Comisionado:

para que de los cosacos del destacamento de Jopior, sus hijos y familiares, recluten a todos aquellos que estén en forma y en pleno servicio, formando un regimiento de quinientos hombres con ellos y, a cambio de esto, no los sometan a la capitación, salario, devolución de las tierras que les pertenecieron desde tiempos inmemoriales. Indíqueles que sirvan únicamente al servicio cosaco montado y que no los envíen a guardias para mantener almacenes de pólvora y provisiones dentro de la fortaleza, como si no pertenecieran a los cosacos.

La reciente descosaquización del regimiento de Slobodá (SLKV) estaba en sus mentes y los jopioritas decidieron ir a lo seguro. Los cosacos también se quejaron del comandante de la fortaleza de Novojopiorsk, el coronel Podletski, que los enviaba a trabajos gubernamentales y privados sin remuneración, los oprimía y los trataba injustamente.
En febrero de 1773, el segundo mayor Golovachov llegó a la fortaleza de Novojopiorsk para investigar las quejas y solicitudes de los cosacos. Prohibió al comandante Podletski enviar cosacos a realizar trabajos gratuitos o servir como guardias, declarando que "[...] los cosacos de Jopior están destinados únicamente al servicio montado". Además, Golovachov redactó un informe para el Colegio de Guerra en el que enumeró toda la población de los asentamientos cosacos, que resultó ser la siguiente: todos los empleados y no empleados, 1422 almas masculinas. A los hijos de los "pequeños rusos" (malorosiski, los de la slobodá Cherkasy) se les pidió que se convirtieran en cosacos, cuyos padres "se ofrecieron como cazadores voluntarios cuando establecieron fortalezas y asentamientos para servir al servicio cosaco". Como resultado del censo, la "Lista de cosacos del regimiento de Jopior en 1773" incluía 114 personas, entre las que se incluían 41 cosacos del asentamiento de Grádskaya, 39 de Krásnoye, 20 de Pijovka y 14 de Alfiórovka. Poco después, los cosacos de Novojopiorsk, junto a los cosacos del Don del coronel Lúkovkin, participaron en la represión de la rebelión de Pugachov.
En el apogeo de la rebelión, en julio de 1774, el presidente del Colegio de Guerra, el general en jefe Gregorio Potemkin, fue nombrado gobernador general de Nueva Rusia, Astracán y Azov. Potemkin revisó el informe de Golovachov y el 6 de octubre de 1774 presentó un informe a la Junta Militar justificando la transformación del destacamento de Jopior en un regimiento del mismo nombre, con 540 personas. A saber: un coronel con un salario de 60 rublos por año, un yesaúl de regimiento, en lugar de un mayor, con un salario de 20 rublos, un sacerdote con un salario de 40 rublos, dos escribanos con un salario de 15 rublos. Debería haber quinientos cosacos ordinarios con un salario de 6 rublos por año para todos. Cada cien cosacos había un centurión, un piatidesiátnik (50 hombres), un jorunzhi), un guardia o sargento, un intendente y dos desiátnik. Su salario oscila entre 20 y 7 rublos por año, dependiendo del puesto.
El regimiento cosaco del Jopior se distinguía de otros regimientos por:

Caftán azul, medio caftán y pantalón carmesí, con solapa carmesí en la parte superior del caftán y fajín de pedrería negra, sombrero redondo, jubón de tela carmesí, banda negra, piel de oveja de Bujaráy  botas de estilo cosaco.

Para el servicio, un cosaco está obligado a preparar "[...] un caballo, cada uno de los cuales cuesta al menos 18 rublos, las sillas de montar y el equipo son los mismos en todo el regimiento", uniforme, y todo esto por su cuenta. La Comisaría Militar asumió la obligación de suministrar al regimiento pólvora y plomo, carabinas, sables, picas y tahalíes de cuero".
En 1775, el destacamento de Jopior se convirtió en el regimiento de Jopior. Por cada hombre, se roturaron 15 acres de tierra. El regimiento recibió la propiedad de todas las tierras que había poseído anteriormente, en lugar de apoyo en efectivo y cereales. Pero los cosacos no tuvieron la oportunidad de echar raíces en el Jopior, pues el Potemkin planeaba reasentar a los cosacos del Jopior y del Volga en el Cáucaso.

### Reasentamiento del regimento cosaco del Jopior en el Cáucaso
En 1775, Potemkin instruyó al gobernador de Astracán, el mayor general Yacobi para que inspeccionara personalmente las posiciones de la frontera, entre Mozdok a Azov. El 24 de abril de 1777, el regimiento del Jopior fue incluido en la recién creada hueste de Astracán (ASKV) (no confundir con la principal hueste de Astracán), comenzando su reasentamiento forzoso en el Cáucaso.
El 11 de abril de 1786, el regimiento de Jopior fue incluido en los regimientos cosacos de la Línea del Cáucaso (Azov-Mozdok). Lucharon contra los cabardinos y fundaron stanitsas: Sevérnaya, Stávropolskaya, Moskóskaya, y Dónskaya.
En 1792, Catalina II ordenó el reasentamiento de un gran número de cosacos del Don en la Línea del Cáucaso. Entre ellos se encontraban los “cosacos del Bajo Jopior” (que habían permanecido en la hueste del Don en 1709). Los cosacos se inquietaron y el movimiento contra la reubicación forzada en el Kubán se convirtió en un gran levantamiento de 1792-1794. Pasó a la historia como la rebelión de Yesaúlovskaya, porque la primera sangre se derramó en la stanitsa Yesaúlovskaya, en el Bajo Don. Y el movimiento estuvo dirigido por el capitán Iván Rubtsov de la stanitsa de Nizhni-Chírskaya. En él participaron 50 aldeas situadas a orillas del Séverski Donets, Jopior, Buzuluk y Medvéditsa. El ejército punitivo del general Alekséi Shcherbátov aplastó la resistencia cosaca. “El principal culpable del levantamiento”, Iván Rubtsov, condenado a prisión en Siberia, no vivió para verlo: fue azotado hasta la muerte. Los 146 “principales cómplices” fueron enviados a trabajos forzados en las minas de plata de Nérchinsk y otras zonas de Siberia.
En la monumental “Reseña del Imperio Ruso en su actual estado recientemente establecido" del consejero privado Serguéi Pleshchéyev, que pasó por varias ediciones durante la era de Catalina II, se encuentra la siguiente mención:

Entre los rusos, en la gobernación del Cáucaso hay colonos de diversos tipos, como los cosacos del Jopior[28], del Volga, del Don, de Dubovskaya y de Grebenskaya.

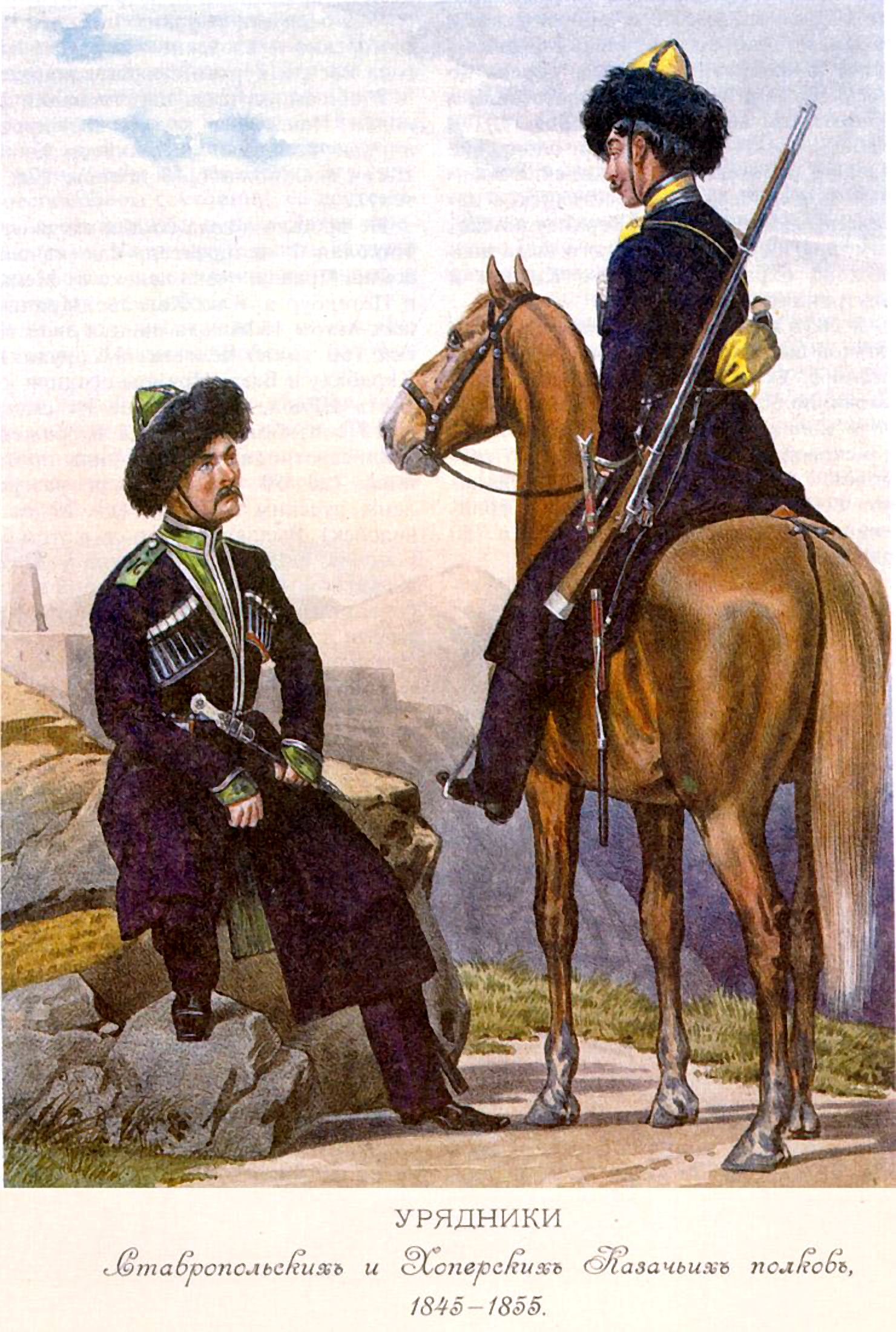
Oficiales de los regimientos de Stávropol y Jopior.

El "Diccionario" de los escritores y traductores Afanasi Shchókatov y Lev Maksimóvich informaba en 1808:

Los cosacos del Jopior, que forman un solo regimiento llamado Regimiento cosaco del Jopior, están asentados desde hace mucho tiempo en la gobernación del Cáucaso, en la ciudad de Stávropol y en las fortalezas de su distrito: Donskaya, que está a 300 kilómetros de Cherkask, ciudad principal de los cosacos del Don, y desde el río Kubán, donde se encuentra la fortaleza Kavkázskaya, a 90 verstas. También en las fortaleza de Moskóvskaya y en el uyezd Aleksándrovski en el norte, mantienen un cordón de guardia en la línea del Cáucaso para evitar incursiones inesperadas de los pueblos montañeses locales que viven detrás de esta línea.

En la "Descripción económica de las provincias de Astracán y el Cáucaso" de Iván Rovinski (1804) se mencionaba que

Los cosacos de Mozdok, del Volga y del Jopior visten la misma ropa que los cosacos del Don y están armados con pistolas, sables y dardos.

En 1828, después de la conquista del territorio de los karacháis, parte de los cosacos de Jopior se instaló en el Alto Kuban. Formaron parte de la primera expedición rusa al Elbrús en 1829.
El 14 de febrero de 1845, el regimiento del Jopior se dividió en dos: el 1.º y 2.º regimientos del Jopior del ejército cosaco  de la línea del Cáucaso. Estos regimientos formaron la 5.ª brigada (Jopior).
El 20 de septiembre de 2017 se inauguró solemnemente en Stávropol un monumento a los cosacos del Jopior, los fundadores de stanitsa Stávropolskaya.